# Нільс Алвалл
Нільс Алвалл (швед. Nils Alwall, 7 жовтня 1904 — 2 лютого 1986) — шведський професор, піонер у вивченні гемодіалізу, винахідник першого апарату для діалізу — штучної нирки. Також він розробив метод ультрафільтрації та запровадив принцип гемофільтрації. Ще за життя Алвалла прозвали «батьком екстракорпоральної очистки крові та її компонентів».

## Біографія
Вивчав фізіологію і фармакологію в Лундському університеті. 1932 року став лікарем внутрішньої медицини, у 1935 — захистив дисертацію і став доктором медицини. Читав лекції про захворювання нирок з 1957 по 1971 роки. У 1957 році призначений завідувачем створеної того року кафедри нефрології Лундського університету.
У 1941 році одружився з Еллен Алвалл. Мав трьох дітей — Андерса, Маргарету і Патріка.

## Штучна нирка

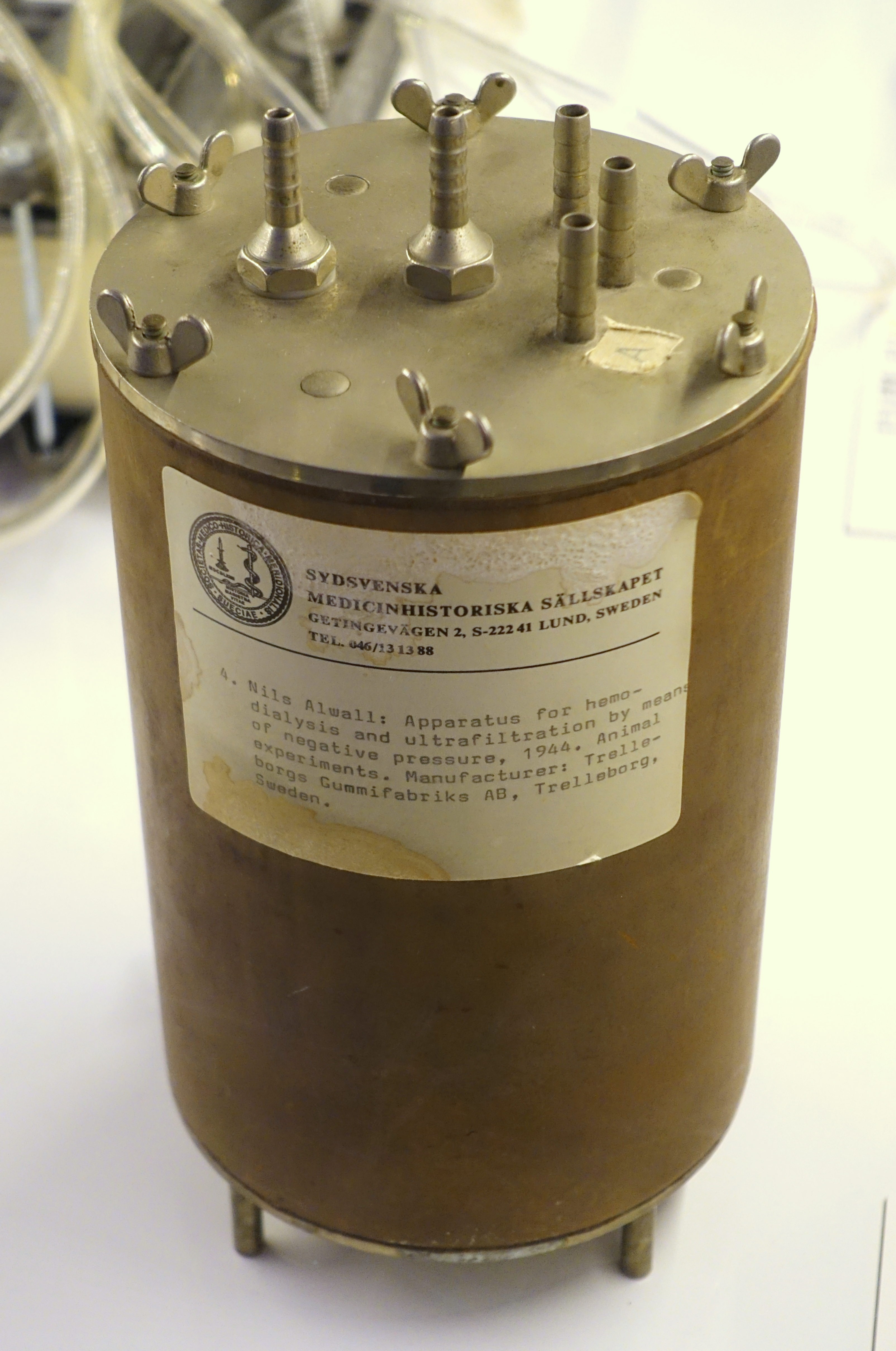
Апарат для діалізу, випробуваний на кроликах, 1944 рік

У 1943 році нідерландський науковець Віллем Йоган Колфф створив апарат, що імітує роботу нирки. Але його неможливо було застосовувати клінічно, так як конструкція не дозволяла виводити надлишок рідини. Тоді Алвалл модифікував конструкцію апарату Колффа, помістивши її всередину корпуса з нержавіючої сталі. Це дало можливість виводити рідину шляхом створення негативного тиску в зовнішньому корпусі. Таким чином, цей пристрій для діалізу став по-справжньому першим у своєму роді.
Вперше штучна нирка була випробувана на пацієнті з гострою нирковою недостатністю 3-4 вересня 1946 року. Операція була вдала, але тим не менше пацієнт помер від пневмонії. До цього Альвалл тестував свій винахід на піддослідних кроликах.
Також Алвалл працював над винаходом артеріовенозного шунта (пряме з'єднання артерії з веною). У 1948 році йому вдалося створити його. Надалі це поклало початок створенню діалізаторів. За допомогою цього пристрою було вилікувано понад 1500 пацієнтів у період з 1946 по 1960 роки. Це досягнення було відзначено на Першому міжнародному конгресі з нефрології, який відбувся в Евіані (Франція) у вересні 1960 року.
Крім своєї наукової діяльності, Альвалл разом з шведським бізнесменом Гольгером Крафордом у 1964 році заснував компанію Gambro, Inc, яка займалася виробництвом обладнання для діалізу. Перша штучна нирка була виготовлена цією компанією у 1967 році. Також компанія розробляла технології з очищення крові та її компонентів.

## Вшанування
На його честь була створена щорічна премія The Nils Alwall Prize «за новаторські дослідження в галузі замісної ниркової терапії».
У 2009 році в Лунді один з корпусів лікарні при однойменному університеті був названий на честь Нільса Альвалла. Також одна з дитячих лікарень носить його ім'я (Alwallhuset).